# Vilde Frang
Vilde Frang, née le 19 août 1986 à Oslo, est une violoniste norvégienne.

## Biographie
Vilde Frang étudie d’abord au Barratt Due Music Institute à Oslo, avec Kolja Blacher à la Musikhochschule Hamburg, puis avec Ana Chumachenco à la Kronberg Academy.
Elle est invitée à l’âge de douze ans par le chef d’orchestre Mariss Jansons pour faire ses débuts avec l’Orchestre philharmonique d'Oslo, et se produit depuis avec les plus grands orchestres : Hallé Orchestra, Mahler Chamber Orchestra, Czech Philharmonic, Orchestre de la WDR de Cologne, Tonhalle-Orchester Zürich, Konzerthausorchester Berlin, Orchestre de la NHK, ainsi que plusieurs tournées avec l’Orchestre philharmonique de la BBC et celui de Prague.
Vilde Frang joue aussi aux côtés de Gidon Kremer et Yuri Bashmet au Chamber Music Connects the World Festival, avec Martha Argerich, Renaud Capuçon et Gautier Capuçon au Festival de Chambéry, ainsi qu’aux côtés de Leif Ove Andsnes et Truls Mørk en Norvège.
Elle se produit en concert avec la violoniste Anne-Sophie Mutter en 2007 et 2008, dans le cadre d’une tournée en Europe et aux États-Unis, où elles interprètent ensemble le concerto pour 2 violons de Bach avec la Camerata de Salzbourg. C’est en 2007 également que Vilde Frang fait ses débuts avec le London Philharmonic Orchestra.
En 2012, Vilde Frang se produit pour la première fois avec l’Orchestre philharmonique de Vienne sous la direction de Bernard Haitink, à l’occasion du Festival de Lucerne.
Vilde Frang joue sur un violon de Jean-Baptiste Vuillaume de 1864 et enregistre en exclusivité pour Warner Classics.

## Discographie
- 2010 : Prokofiev et Sibelius : Concertos pour violon, Humoresques - WDR Sinfonieorchester Köln, dir. Thomas Sondergard (2010, EMI Classics) (OCLC 895197608)
- 2011 : Bartók, Grieg, Strauss : Sonates pour violon et piano - Michail Lifits, piano (17-20 octobre 2010, EMI Classics/Warner)[2] (OCLC 890656346)
- 2012 : Tchaïkovski, Nielsen : Concertos pour violon et orchestre - Orchestre symphonique de la radio danoise, dir. Eivind Gullberg Jensen (29-31 août 2011, EMI Classics 6 02570 2) (OCLC 800458503)
- 2015 : Mozart : Concertos pour violon et orchestre 1 et 5, Symphonie Concertante - Maxim Rysanov (alto), Ensemble Arcangelo, dir. Jonathan Cohen (3-5 avril 2014, Warner Classics) (OCLC 905365380)
- 2016 : Britten, Concerto pour violon & Korngold, Concerto pour violon - Orchestre Symphonique de la Radio de Francfort, dir. James Gaffigan (30 juin–2 juillet/28 août 2015, Warner Classics)[3],[4] (OCLC 939555820) — Gramophone Classical Music Awards, catégorie « Concerto », 2016
- 2017 : « Hommage » : 17 pièces transcrites ou arrangées par Léon Roques, Leopold Auer, Fritz Kreisler, Joseph Szigeti et Jascha Heifetz - José Gallardo, piano (Warner 9029 58053-2)[5],[6],[7]

## Récompenses
- 2003 : Sonnings Music Fund
- 2007 : Prix culturel prince Eugen
- 2007 : Grand Prize of the Ritter Stiftung Hamburg
- 2011 : Prix Classic BRIT Newcomer pour Prokofiev et Sibelius : Concertos pour violon et orchestre
- 2011 : ECHO Klassik pour Grieg, Bartòk, R. Strauss : Sonates pour violon et orchestre
- 2011 : WEMAG-Solistenpreis
- Danish Queen Ingrid's Honorary Award
- 2012 : Prix du Crédit suisse jeune artiste
- 2013 : ECHO Klassik pour Tchaikovski et Nielsen : Concertos pour violon et orchestre
- 2015 : ECHO Klassik pour Mozart : Concertos pour violon et orchestre
- 2016 : ECHO Klassik pour Korngold et Britten : Concertos pour violon et orchestre